# NGC 6921
NGC 6921 este o galaxie seyfert de tip 2⁠(d) situată în constelația Vulpea. A fost descoperită în 6 septembrie 1863 de către Albert Marth.